# Myoida
Los mioides (Myoida) son un orden de moluscos bivalvos.

## Clasificación
- Superfamilia Anomalodesmacea
- Superfamilia Gastrochaenoidea
  - FamiliaGastrochaenidae
- Superfamilia Hiatelloidea
  - Familia Hiatellidae
- Superfamilia Myoidea
  - Familia Myidae
  - Familia Corbulidae
- Superfamilia Pholadoidea
  - Familia Pholadidae
  - Familia Teredinidae